# Kongens Mose
Kongens Mose är en mosse i Danmark. Den ligger i Region Syddanmark, i den sydvästra delen av landet. Kring mossen förekommer jordbruksmark och på östra sidan skog.